# Планетарій Макса Шраєра
Планетарій Макса Шраєра (ісп. Planetario Max Schreier) — планетарій у місті Ла-Пас, столиці Болівії. Входить до складу Вищого університету Сан-Андреса й займається просвітництвом у галузях астрономії та астрофізики.

## Історія
Планетарій був заснований 28 серпня 1976 року і став першим планетарієм у Болівії. Спочатку він називався «Планетарій Nova III» (ісп. Planetario Nova III), що натякало на однойменний проєктор зір і планет, виготовлений північноамериканською фірмою Spitz. Пізніше, 29 вересня 1978 року, його назву змінили на Планетарій Макса Шраєра на честь його засновника та першого директора, який тривалий час займався просвітництвом у галузі астрономії в Болівії. Під цією новою назвою планетарій знову відкрився 5 жовтня того ж року.
Планетарій входить до складу факультету фізики Вищого університету Сан-Андреса.

## Обладнання
Планетарій має зал на 32 глядачів та шестиметровий купол. Він може демонструвати цифрові та аналогові проєкції неба.
Планетарій має колекцію метеоритів, яка налічує близько п'ятдесяти зразків з усього світу.